# Armand Considère
Armand Considère, nascut el 8 de juny de 1841 a Port-sur-Saône (Alta Saona) i mort el 3 d'agost de 1914 a París, era un enginyer de ponts i carreteres que, després de crear la seva empresa de disseny, va desenvolupar les aplicacions del formigó armat. Va inventar el formigó amb cenyiments.

## Carrera en ponts i carreteres
Va ser alumne de l'escola politècnica (X1860). Se'n va a fer cursos a l'Escola de Ponts i Camins. Ingressà al cos de ponts i carreteres l'any 1865, destinat a Morlaix. Aquesta primera posició li permetrà construir 20 km de noves carreteres i estructures marítimes.
Durant la guerra francoprussiana de 1870, va ser oficial d'enginyeria, després destinat a l'estat major de l'Exèrcit del Loira.
El 1871, acabada la guerra, va ser nomenat a Reims, encarregat del servei ordinari, navegació i hidràulica. El maig de 1873, el Consell General de Marne va posar el servei local sota la responsabilitat de la Direcció Departamental d'Equipatge, després, a principis de 1874, va acceptar la fusió dels serveis viaris. Però l'any 1875 va demanar que se li posessin en excedència indefinida per treballar al sector privat, cosa que va ser criticada pel seu enginyer en cap.
El 1876, va patentar un nou mètode de producció d'acer sense bombolles durant la seva estada a les fargues de Saint-Etienne de La Chaléassière. El 1879, va ser enginyer a la Compagnie des forges de Saint-Nazaire.
El 1883 va tornar a l'administració. Continua interessant-se per l'acer, en particular per la seva resistència mecànica i pels fenòmens d'estricció i enduriment. El 1885 va publicar "L’Emploi du fer et de l'acier dans les constructions" on apareix el criteri d'estricció que ara porta el seu nom (criteri Considère).
El 1885, va ser enginyer en cap del departament de Finisterre. Havent de gestionar 925 km de carreteres nacionals, 5.750 km de carreteres locals, el servei marítim, el servei de fars i balises, el servei hidràulic i el desenvolupament de les línies ferroviàries de la xarxa ferroviària local.
Entre 1892 i 1894 polemitzà amb Clément Colson sobre les fórmules econòmiques d'explotació de línies de ferrocarril local i la seva rendibilitat “social”.
El 29 d'abril de 1900, la passarel·la del Globus Celestial, construïda per a l'Exposició Universal, que travessava l'avinguda de Suffren es va esfondrar, causant la mort de 9 persones i ferint greument diverses persones (accident a la passarel·la del Boulevard de La Tour-Maubourg). Va ser dissenyat per Napoléon de Tédesco i construït seguint el sistema Matrai. La sentència que vindrà més endavant condemnarà l'Ajuntament de París per haver fet excavacions massa a prop. Aquest accident va demostrar que calia concretar les normes de càlcul i utilització del formigó armat.
El 19 de desembre de 1900 es va constituir una comissió de ciment armat per decret ministerial que demanava "estudiar qüestions relatives a l'ús del ciment armat, fer les investigacions necessàries per determinar, en la mesura del possible, les normes susceptibles de ser admeses per l'ús d'aquest mètode de construcció en obres públiques". Es col·loca sota la presidència de Théodore Lorieux, i després de la seva jubilació, Jean Résal. Armand Considere n'és el relator. També inclou els enginyers en cap de ponts i carreteres Bechmann, Louis Harel de la Noë, Charles Rabut, l'enginyer ordinari Augustin Mesnager, el cap d'esquadra d'artilleria Hartmann i el capità d'Enginyers Boitel en representació del Ministeri de Defensa, els arquitectes Jacques Hermant i Charles Albert Gautier i els enginyers civils Coignet, Hennebique i E. Candlot, director de la "Compagnie parisienne des ciments Portland artificiels". Havien de definir una base normativa per a la implantació i el dimensionament d'estructures de formigó armat.
El febrer de 1901, en la primera reunió, Théodore Lorieux es referia al reglament de 1891 sobre construccions metàl·liques. El cas del formigó armat és molt diferent perquè planteja el problema de dos materials amb comportaments molt diferents i la forma en què s'associen. La comissió no s'ocuparà dels diferents sistemes existents –Hennebique, Cottancin, Matrai, Bonna, etc.– sinó del material de formigó armat.
El novembre de 1901, després de 15 anys passats a Finisterre, va deixar aquest servei. Aprofità la seva estada en aquest departament per revisar un projecte del pont de Plougastel que havia redactat l'enginyer Gaston Pigeaud. Al mateix temps, va començar a interessar-se per aquest nou material que era el formigó armat. Va publicar diversos articles sobre aquest material als Annales des ponts et chaussées, on escriu: “gràcies a la disposició dels reforços he pogut aconseguir una quadruplicació de la resistència d'un prisma de formigó... Segurament haurem d'aplicar a aquest nou principi moltes qüestions per resoldre i s'entendrà que jo estaria incomplint amb el meu deure per no tenir-ne cura”, i demana que es faci un curs sobre aquest nou material a l'escola de ponts i carreteres.
El desembre de 1901, Armand Considère va presentar la patent de formigó amb cenyiments núm. 316.882. Els estudis realitzats per Augustin Mesnager, Armand Considere i el professor Bach del laboratori de l'escola tècnica de Stuttgart havien demostrat que “la resistència de plaques en forma de cèrcol és tres vegades superior a la dels pals reforçats amb barres longitudinals arriostrades seguint els processos habituals. El cèrcol del formigó consisteix a incrustar, a la massa, una o més voltes d'acer”. Napoléon de Tedesco indica en un article a la revista Le Génie civil del gener de 1920 que Armand Considere havia assenyalat que “l'aixafament de peces comprimides, sigui quina sigui la seva naturalesa, només es pot produir després d'una inflor transversal”, per tant, “combatre la inflor era combatre l'aixafament. ”. Segons la revista Le Génie civil del 2 de març de 1906, aquests cèrcols “augmentaven la resistència a l'aixafament de les peces de formigó quatre vegades més que un volum igual de reforços de tipus habituals”.